# Honda RA106
A Honda RA106 (eredeti nevén BAR 008) egy Formula–1-es versenyautó, melyet a Honda épített a 2006-os Formula–1 világbajnokság. Pilótái a csapathoz frissen érkező Rubens Barrichello és a BAR istállónál már három éve versenyző Jenson Button voltak. 1968 után ebben az évben szerepelt először gyári Honda csapat a sportágban, miután az előző évben felvásárolták a BAR csapatát.

## A szezon
Habár ez az év jobban sikerült, mint az előző idény, vagy akár a Honda utolsó önállóan végigversenyzett 1968-as idénye, a csapat nem tudott részt venni a világbajnokságért folyó küzdelemben, a figyelemreméltó téli teszteredmények ellenére sem. Időmérő edzéseken gyors volt az autó, versenyeken viszont már lassabb. Ennek következtében menesztették az autók tervezésében évek óta közreműködő Geoff Willist, és egy tapasztalatlan japán, Nakamoto Súhei ült a helyére. 
A német nagydíjtól kezdődően pozitív változások álltak be, és Button képes volt megnyerni a magyar nagydíjat, aki egyértelműen a jobb pilóta volt a csapaton belül. Ez a győzelem a 2019-es osztrák nagydíjig az utolsó Honda-motoros győzelem is volt egyben. A sok pontszerzésnek és Button két harmadik helyének köszönhetően a Honda konstruktőri negyedik lett az év végén. A szezon utolsó versenyein a 2007-es specifikációjú motorjukat is ki tudták már próbálni.
A kasztni átalakításával készült el a Super Aguri SA07 versenyautó.
Ahol a dohányreklámok nem voltak betiltva, ott a Lucky Strike piros-fehérjével szerepeltek, kivéve Kínában, ahol az 555 kék-sárga színeibe öltöztették a pilótákat és a csapattagokat.

## Eredmények
(Táblázat értelmezése)

(Félkövér: pole-pozícióból indult; dőlt: leggyorsabb kört futott) 

| Év   | Csapat                            | Motor    | Gumik | Pilóták            | 1   | 2   | 3   | 4   | 5   | 6   | 7   | 8   | 9   | 10  | 11  | 12  | 13  | 14  | 15  | 16  | 17  | 18  | Pontok | Helyezés |
| ---- | --------------------------------- | -------- | ----- | ------------------ | --- | --- | --- | --- | --- | --- | --- | --- | --- | --- | --- | --- | --- | --- | --- | --- | --- | --- | ------ | -------- |
| 2006 | Lucky Strike Honda Racing F1 Team | Honda V8 | M     |                    | BHR | MAL | AUS | SMR | EUR | ESP | MON | GBR | CAN | USA | FRA | GER | HUN | TUR | ITA | CHN | JPN | BRA | 86     | 4.       |
| 2006 | Lucky Strike Honda Racing F1 Team | Honda V8 | M     | Rubens Barrichello | 15  | 10  | 7   | 10  | 5   | 7   | 4   | 10  | KI  | 6   | KI  | KI  | 4   | 8   | 6   | 6   | 12  | 7   | 86     | 4.       |
| 2006 | Lucky Strike Honda Racing F1 Team | Honda V8 | M     | Jenson Button      | 4   | 3   | 10† | 7   | KI  | 6   | 11  | KI  | 9   | KI  | KI  | 4   | 1   | 4   | 5   | 4   | 4   | 3   | 86     | 4.       |